# 済生勅語
済生勅語（さいせいちょくご、旧字体：濟生敕語）とは1911年2月11日済生会設立に際し明治天皇より出された勅語のこと。このとき皇室よりの下付金150万円が出された。

## 勅語の内容

### 大意
世界情勢に随い国運を伸張させることはまさに急を要することであり、経済の状況は徐々に変革し、人心も変動するようになれば、その動向を誤ることもある。政治を行うものは、どうかこれに鑑みて、ますますこれを憂慮しつつ職務に勤め、産業を発展させ教育を手厚くし、健全に発達させるように。声なき貧窮の民に医薬を与えられないまま、生涯を終えることは、私の最も気がかりにしていることであり、片時も忘れることはない。それゆえ医薬を施し、医療で救命することで、「済生」の道を広めることにする。ここに皇室より資金をだし、その元手に充てる。政府に勤めるものは努力して私の意志を体現し、事態の改善されるように必要な施設を設置し長く庶民が頼る場所にするようにすること。